# Tomasz Stankiewicz

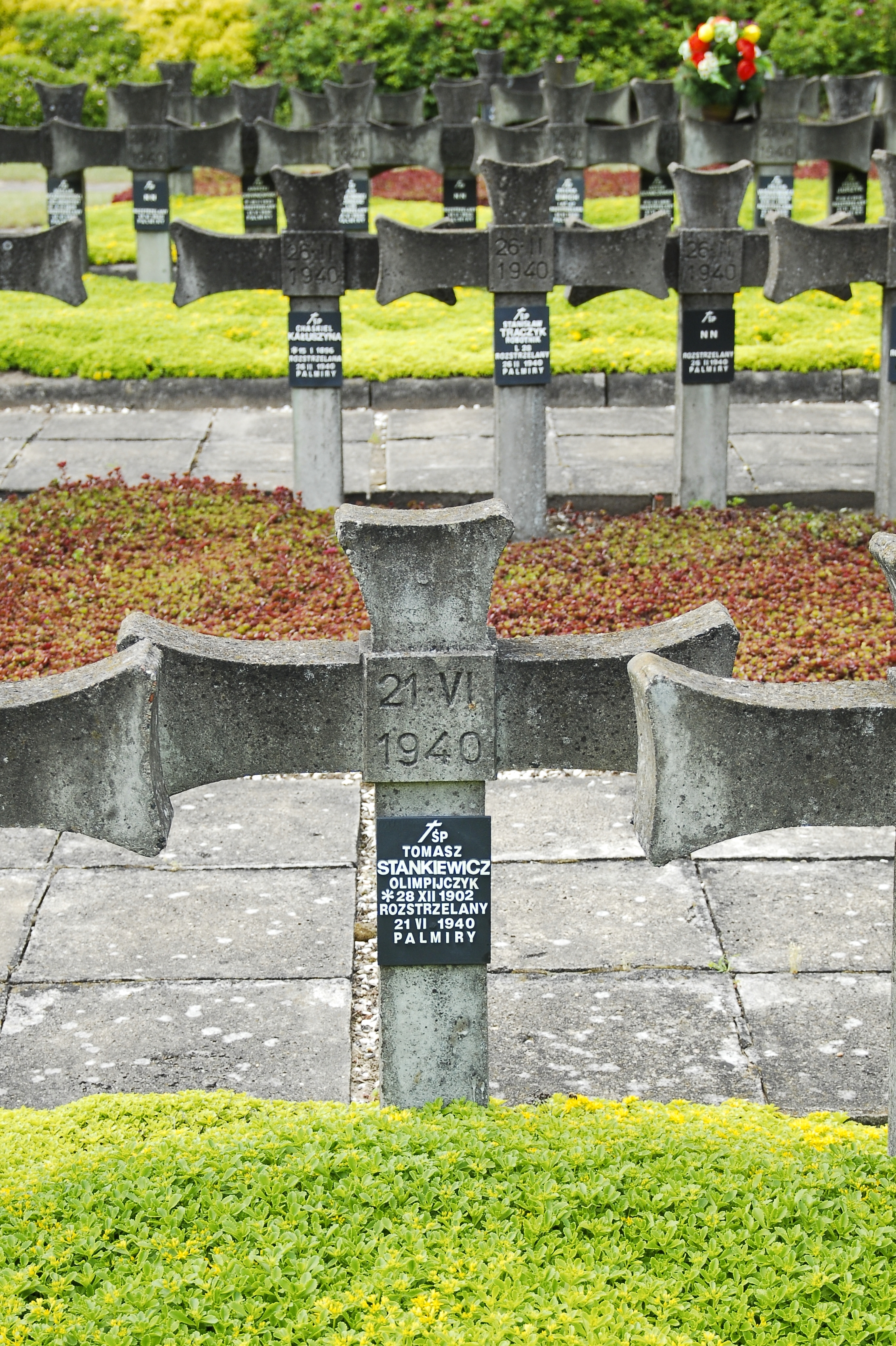

Tomasz Stankiewicz (Cracovia, 28 dicembre 1902 – Palmiry, 21 giugno 1940) è stato un pistard polacco.

## Palmarès

### Olimpiadi
- Argento a Parigi 1924 nell'inseguimento a squadre.